# Macrobiotus kurasi
Macrobiotus kurasi är en djurart som tillhör fylumet trögkrypare, och som beskrevs av Hieronymus Dastych 1981. Macrobiotus kurasi ingår i släktet Macrobiotus och familjen Macrobiotidae. Inga underarter finns listade i Catalogue of Life.